# Instituto de Reformas Sociales

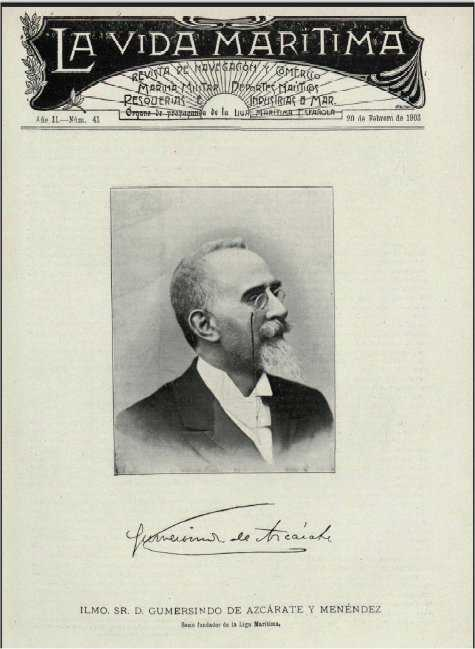
Gumersindo de Azcárate, en la portada de la revista La Vida Marítima de febrero de 1903, el año en que fue nombrado presidente del Instituto de Reformas Sociales.

El Instituto de Reformas Sociales (IRS) fue un organismo autónomo de España creado en 1903 por el gobierno del conservador Francisco Silvela para que estudiara y propusiera leyes y decretos que mejorasen la vida y las condiciones laborales de las clases obreras, asumiendo las funciones que en otros países correspondían al Ministerio de Trabajo. El Instituto fue el continuador de la Comisión de Reformas Sociales creada veinte años antes y su antecedente más inmediato fue el proyecto de Instituto del Trabajo impulsado en 1901 por el liberal José Canalejas. El IRS fue disuelto en 1924 al integrarse en el Estado corporativo de la Dictadura de Primo de Rivera.

## Antecedentes
Los gobiernos de la Restauración, tanto conservadores  como liberales, se preocuparon por la situación de las clases trabajadoras, aunque las primeras medidas efectivas no se tomaron hasta 1900 —sobre accidentes de trabajo y sobre el trabajo de mujeres y niños— y algo más tarde con la creación del Instituto Nacional de Previsión —un embrión de seguridad social—. La preocupación de los gobiernos respondió al intenso debate que se produjo en la sociedad desde mediados de los años setenta sobre la naturaleza de la llamada «cuestión social» y sobre la forma de resolverla, en el que destacaron los miembros de la Institución Libre de Enseñanza, con Gumersindo de Azcárate a la cabeza, quien en 1881 publicó Resumen de un debate sobre la cuestión social.
La primera iniciativa importante que tomaron fue la creación de la Comisión de Reformas Sociales, nombre que no fue oficial hasta 1890. La denominación que le dio el Real Decreto de 5 de diciembre de 1883, aprobado por iniciativa del ministro de Gobernación Segismundo Moret del gobierno liberal presidido por José Posada Herrera, expresaba claramente cuál era su finalidad: Comisión para el estudio de las cuestiones que interesan a la mejora o bienestar de las clases obreras, tanto agrícolas como industriales, y que afectan a las relaciones entre el capital y el trabajo. Así, la Comisión «venía a reflejar una nueva conciencia de los problemas sociales y era exponente, en España, de un fenómeno de carácter europeo: la intervención activa del Estado en estas materias. A finales del siglo XIX parecía evidente que la libertad, la casi total ausencia de regulación en lo relativo al trabajo, no había creado el mejor de los mundos posibles».
Tras su aprobación la Comisión elaboró un amplio informe sobre la situación de las clases trabajadoras en España, a partir de las respuestas a un detallado cuestionario, ya que la Comisión «nació con el propósito de recabar datos, información, opiniones y todo aquello que contribuyera a ilustrar el problema social, en el objetivo de propiciar medidas tendentes a su solución definitiva». Una de las respuestas más destacadas fue la que envió el doctor Jaime Vera, miembro de la ejecutiva del Partido Socialista Obrero Español, y que fue publicada, siendo conocida como el Informe Vera.
El principio en el que se asentaba la labor de la Comisión era el de la colaboración de clases, según el cual los conflictos debían resolverse mediante la negociación y el reconocimiento de los derechos de patronos y obreros. «La idea de la conciliación de intereses, de la armonía entre capital y trabajo, así como la sustitución del contrato individual de trabajo por el contrato colectivo de trabajo, constituyen el eje de pensamiento social que nutrió su desarrollo».
Las organizaciones obreras anarcosindicalistas y socialistas se opusieron a la Comisión por considerar que sólo representaba los intereses de la burguesía en un momento en que el Estado no reconocía los derechos de los trabajadores, pero los sectores del obrerismo ligados al republicanismo, que compartía plenamente el reformismo social propugnado por aquella, sí participaron.

## Historia
Contando con el antecedente del Instituto del Trabajo propuesto por el liberal José Canalejas que no salió adelante, el gobierno conservador de Francisco Silvela aprobó mediante el Real Decreto de 23 de abril de 1903 el Instituto de Reformas Sociales (IRS), que sustituyó a la Comisión de Reformas Sociales y que asumió las funciones que en otros países correspondían al Ministerio de Trabajo. La creación del IRS supuso que los gobiernos de la Restauración abandonaban «las concepciones benéficas y paternalistas que habían dominado el pensamiento social» del liberalismo español. No es casualidad que para presidirlo el gobierno nombrara a Gumersindo de Azcárate, republicano y destacado miembro de la Institución Libre de Enseñanza, una de las primeras organizaciones en defender la intervención del Estado para resolver la cuestión social.
El Instituto integró a católicos sociales, conservadores, liberales, republicanos y socialistas, junto con representantes de patronos y obreros. Estaba encargado de elaborar estadísticas de trabajo, de preparación de leyes y de edición de textos diversos sobre las relaciones entre el capital y el trabajo. Para ello fue organizado en tres secciones: la de legislación e información bibliográfica, dirigida por Adolfo Posada; la de Inspección General, dirigida por el general Marvá; y la de Estadística, encabezada por Adolfo Buylla. «El instituto se convirtió así en un eficaz órgano de información, asesoramiento y apoyo técnico de las organizaciones sociales y del Estado (Gobierno y Parlamento), desarrollando una labor de carácter pedagógico imprescindible para acomodar la política española a los rumbos que tomaba la acción gubernamental en la Europa de su tiempo».
El Instituto fue un elemento decisivo en  la modernización de las relaciones laborales en la España contemporánea ya que contribuyó poderosamente al reconocimiento de la importancia de la negociación colectiva y de los convenios colectivos de trabajo para la resolución de los conflictos laborales. Así los trabajos del IRS de un gran rigor estadístico y científico social estuvieron caracterizados «por el convencimiento de que una nación moderna y democrática debía regular sus conflictos bajo el imperio de la ley y el reconocimiento de los derechos y deberes que deban asumir capital y trabajo».
El IRS a partir de 1917 —el mismo año en que murió su presidente Gumersindo de Azcárate— vivió un proceso en el que fueron desvirtuándose sus presupuestos iniciales, al mismo tiempo que entraba en crisis el régimen político que lo había creado. En 1924 la Dictadura de Primo de Rivera, por iniciativa de Eduardo Aunós, lo suprimió, siendo integrado en el Estado corporativo que culminó con la creación dos años después de la Organización Corporativa Nacional.